# 1,1,2,2-四氟-1,2-二氯乙烷
1,1,2,2-四氟-1,2-二氯乙烷，别名氟利昂-114、克立氟烷（INN名：Cryofluorane），结构式ClF2CCF2Cl。

## 性质
无色几乎无嗅（微有醚味）气体。不燃，无刺激性和腐蚀性。几乎不溶于水，溶于乙醇、乙醚等有机溶剂。
- 临界温度：145.7 °C
- 临界压力：3.29 MPa
- 0 °C 液体密度：1.5312 g/mL

## 制备
该化合物为工业上制取1,1,2-三氟-1,2,2-三氯乙烷时的副产物，参见上述条目制备一节。

## 用途
用作致冷剂、喷射剂、泡沫聚合体起泡剂和介电气体等。